# Phymatostetha subcostalis
Phymatostetha subcostalis är en insektsart som beskrevs av Schmidt 1910. Phymatostetha subcostalis ingår i släktet Phymatostetha och familjen spottstritar. Inga underarter finns listade i Catalogue of Life.